# Матвеев, Валентин Григорьевич
Валенти́н Григо́рьевич Матве́ев (укр. Валентин Григорович Матвєєв; род. 28 марта 1943, Андреевка) — украинский политик, член КПУ; ВР Украины, заместитель председателя фракции КПУ (с декабря 2012). Секретарь Комитета по вопросам Регламента, депутатской этики и обеспечения деятельности Верховной Рады Украины (с декабря 2012); член Президиума ЦК КПУ (с октября 1997); председатель Всеукраинского объединения депутатов советов «За социальную справедливость и народовластие» (с декабря 2000).
Родился 28 марта 1943 года (пгт Андреевка, Балаклейский район, Харьковская область).

## Образование
Харьковский автодорожный институт (1969), «Автомобильный транспорт».

## Трудовая деятельность
- 1960—1963 — слесарь автотранспортной конторы № 5, инструменталист-методист автотранспортной конторы треста «Харьковнефтегазразведка», город Балаклея.
- С 1963 по 1977 — на комсомольской работе.
- 1977—1978 — секретарь исполкома Заводского райсовета города Запорожья.
- 1978—1991 — на партийной работе.
- 1991—1994 — руководитель представительства Запорожского СМП «Байда бизнес-клуб» в Киеве; генеральный директор ассоциации «КІАМПЕКС», город Киев.
- 1994—1997 — директор Харьковского представительства АО «Технокар АГ» в Киеве.
- 1997—1998 — председатель правления Международной общественной организации «Ассоциация Слобожанщина».

Секретарь ЦК КПУ (октябрь 1997—июнь 2005).

## Депутатская деятельность
Народный депутат Украины 3 созыва март 1998 — апрель 2002 от КПУ, № 40 в списке. На время выборов: председатель правления Международной общественной организации «Ассоциация Слобожанщина» (город Киев), член КПУ. Уполномоченный представитель фракции КПУ (с мая 1998). Член Комитета по вопросам государственного строительства, местного самоуправления и деятельности советов (с июля 1998, с 2000 — Комитет по вопросам государственного строительства и местного самоуправления).
Народный депутат Украины 4 созыва апрель 2002—апрель 2006 от КПУ, № 12 в списке. На время выборов: народный депутат Украины, член КПУ. Уполномоченный представитель фракции коммунистов (с мая 2002). Председатель Комитета по вопросам Регламента, депутатской этики и организации работы Верховной Рады Украины (с июня 2002).
Народный депутат Украины 5 созыва апрель 2006—ноябрь 2007 от КПУ, № 8 в списке. На время выборов: народный депутат Украины, член КПУ. Заместитель председателя фракции КПУ (с 04.2006). Член Комитета по вопросам правосудия (с 07.2006).
Народный депутат Украины 6 созыва ноябрь 2007—декабрь 2012 от КПУ, № 12 в списке. На время выборов: народный депутат Украины, член КПУ. Член Комитета по вопросам национальной безопасности и обороны (с декабря 2007). Член фракции КПУ (с ноября 2007).
Один из 148 депутатов Верховной Рады Украины, которые подписали обращение к Сейму Республики Польша с просьбой признать геноцидом поляков события на Волыни в 1942—1944 годов.
Народный депутат Украины 7 созыва с декабря 2012 от КПУ, № 9 в списке. На время выборов: народный депутат Украины, член КПУ.